# شهرستان اسمیادوو
شهرستان اسمیادوو (به بلغاری: Smyadovo Municipality) یک شهرستان در بلغارستان است که در استان شومن واقع شده‌است. شهرستان اسمیادوو ۳۶۴٫۶ کیلومتر مربع مساحت و ۷٬۴۰۲ نفر جمعیت دارد.